# 7483 Секітакакадзу
7483 Секітакакадзу (7483 Sekitakakazu) — астероїд головного поясу, відкритий 1 листопада 1994 року.
Тіссеранів параметр щодо Юпітера — 3,190.
Названо на честь Секі Такакадзу (яп. せき・たかかず(関孝和) секі такакадзу).